# عزلة صرفة ودجة (صنعاء)
عزلة صرفة ودجة هي إحدى عزل مديرية سنحان وبني بهلول في محافظة صنعاء اليمنية ويبلغ تعداد سكانها 2541 نسمة حسب التعداد السكاني في اليمن لعام 2004.

## روابط خارجية
- الجهاز المركزي للإحصاء بالجمهورية اليمنية
- المركز الوطني للمعلومات باليمن نسخة محفوظة 10 أبريل 2015 على موقع واي باك مشين.
- World Gazetteer:Yemen
- الدليل الشامل